# Carlo Pezzani
Carlo Pezzani (Voghera, 12 maggio 1801 – Voghera, 24 febbraio 1867) è stato un avvocato e politico italiano.
Avvocato e, nel periodo pre-risorgimentale, aggiunto del tribunale di prefettura di Voghera, fu eletto per la prima volta al parlamento subalpino nel 1849, confermato nel 1853, rieletto nel 1860 e nel 1861 al parlamento italiano in cui rimase fino al 1864.
I contemporanei lo giudicarono d'animo patriottico, ma non molto assiduo ai lavori parlamentari. Politicamente era di sinistra moderata, seguace di Urbano Rattazzi.
Più importante fu l'opera svolta nella sua città, di cui fu sindaco. Per sua volontà testamentaria venne eretto in Voghera un ricovero di mendicità, da cui ebbe origine la casa di riposo e residenza sanitaria assistenziale tuttora a lui dedicata.